# Gobiopsis macrostoma
Gobiopsis macrostoma is een straalvinnige vissensoort uit de familie van de grondels (Gobiidae). De wetenschappelijke naam van de soort werd voor het eerst geldig gepubliceerd in 1861 door Franz Steindachner.